# Besseria nuditibia
Besseria nuditibia là một loài ruồi trong họ Tachinidae.